# آق‌سو (شهرستان آق‌سو)

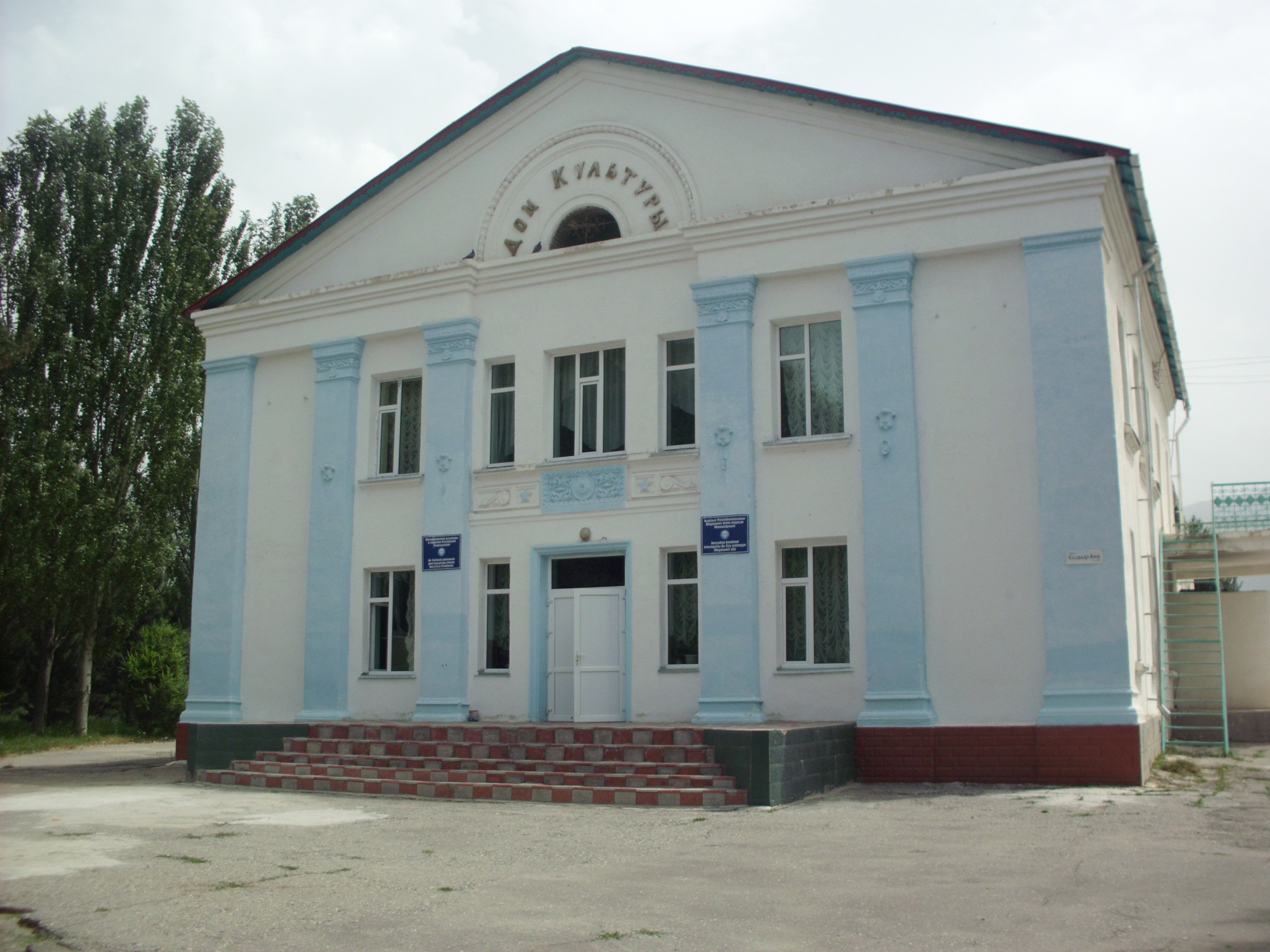
خانه فرهنگ روستا. آق سو

آق‌سو (به لاتین: Ak-Suu) یک منطقهٔ مسکونی در قرقیزستان است که در شهرستان آق‌سو، قرقیزستان واقع شده‌است. آق‌سو ۸ کیلومتر مربع مساحت و ۱۰٬۸۲۳ نفر جمعیت دارد و ۱٬۸۱۰ متر بالاتر از سطح دریا واقع شده‌است.